# Gave de Cauterets
Der Gave de Cauterets (im Oberlauf: Gave de Marcadau) ist ein Fluss in Frankreich, der im Département Hautes-Pyrénées in der Region Okzitanien verläuft. Er entspringt im Nationalpark Pyrenäen, östlich des Pic Falisse, im Gemeindegebiet von Cauterets, entwässert generell in nordöstlicher Richtung und mündet nach rund 26 Kilometern an der Gemeindegrenze von Soulom und Pierrefitte-Nestalas als linker Nebenfluss in den Gave de Pau.

## Orte am Fluss
(Reihenfolge in Fließrichtung)
- Cauterets
- Soulom
- Pierrefitte-Nestalas